# Chuck Taylor All Star

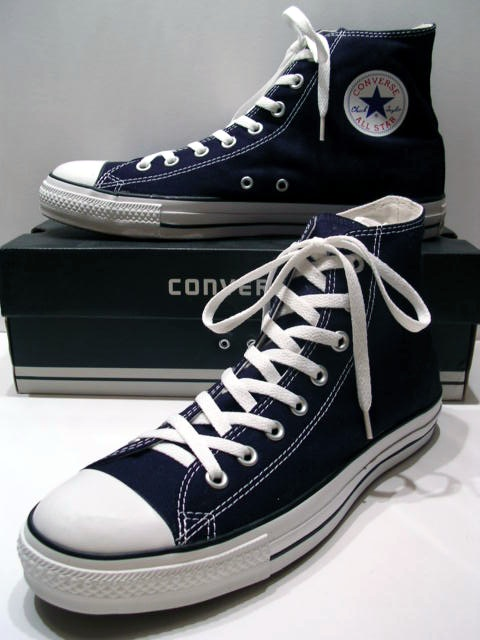
Dunkelblaues Chucks-Paar

Chuck Taylor All Stars, kurz auch Chucks, „Cons“ oder in den USA auch „Connies“ genannt, waren ursprünglich nur als Basketballschuhe gedacht, entwickelten sich aber bis heute zu einer der erfolgreichsten Schuhmoden der Welt. Seit 1917 hat die mittlerweile zum Nike-Konzern gehörende Firma Converse weltweit über eine Milliarde Exemplare dieser Textilschuhe verkauft. Damit sind die Converse-Chucks das bislang erfolgreichste Schuhmodell der Geschichte.

## Geschichte

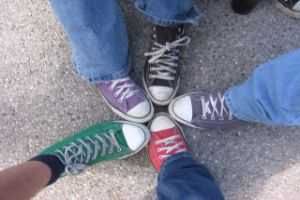
Fünf verschiedenfarbige Chucks

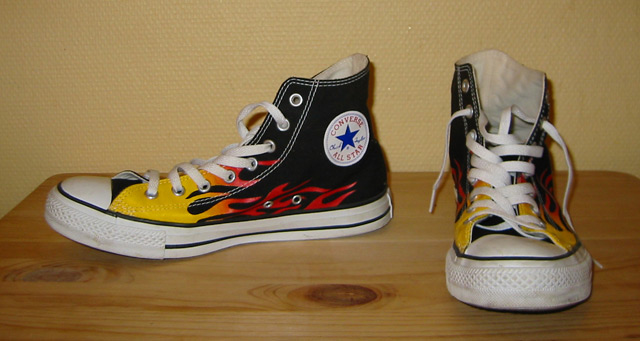
Chucks in Flammen-Design

Die ersten Schuhe mit Gummisohlen und Leinenschaft („Canvas“, seit langem aus Baumwolle in Leinenbindung) wurden ab etwa 1860 produziert. Ab 1892 produzierte eine Abteilung der United States Rubber Company unter verschiedensten Markennamen solche Schuhe und brachte ab 1917 mit den Keds die ersten in Massenproduktion gefertigten Sportschuhe heraus.
1908 gründete Marquis Converse in den USA die Converse Rubber Shoe Company, welche zuerst winterfeste Schuhe herstellte und später auch Sportschuhe (Basketball, Tennis, Angeln, Football, Ringen) und andere. Die ersten Basketballschuhe der Marke All Star kamen 1917 in schwarz auf den Markt. Basketball war erst 1891 erfunden worden, wurde oft in Tanzsälen mit Parkettfußboden gespielt und steckte quasi noch in den Kinderschuhen. 1921 begann Chuck Taylor, Basketballspieler und Converse-Mitarbeiter, für seinen Sport und die All-Star-Schuhe zu werben. Er selbst hatte seine ersten Chucks im Jahre 1918 getragen. 1923 erhielten sie einen runden Aufnäher auf der Innenseite, beim Knöchel, mit seinem Namen und nannten sich nun Converse All Star Chuck Taylor, woraus später die Bezeichnung Chucks entstand. Der Aufnäher war in den 1950ern einfarbig blau auf weiß, wurde in den 1960ern mit rot oft zweifarbig und gilt als erste Signatur auf einem Basketballschuh. Später erhielten auch für andere Sportarten produzierte Schuhe den Namenszug Chuck Taylors am Schuh und/oder auf der Packung.
Die Erfolgsgeschichte der Chucks begann, nachdem die amerikanische Basketballmannschaft sie zu ihren offiziellen Schuhen machte. 1936 war Basketball erstmals olympische Disziplin, das amerikanische Team gewann gegen Kanada und eroberte die Goldmedaille. 1939 wurde das erste NCAA-Meisterschaftsspiel abgehalten, bei dem beide Teams Chuck Taylor All Stars trugen. Der Schuh wurde zum Trend. In den USA kam der Faktor der heimischen Produktion hinzu. Während des Zweiten Weltkriegs (USA ab 1942) wurden neben speziellen Fliegerstiefeln auch Chuck Taylor All Stars für die militärische Grundausbildung produziert und sind auch heute noch in den Listen des militärischen Bestellwesens angeführt. Chuck Taylor war während dieser Zeit Fitness-Berater bei der Army. Als sich 1949 die Basketball Association of America und die National Basketball League zur National Basketball Association zusammenschlossen, trugen fast alle Spieler Chuck Taylor All Stars. Zur Zeit der Saison 1955/56 sind die Chucks die Nummer eins unter den Basketballschuhen. In den 1950ern wurden allgemein preisgünstige und pflegeleichte Sportschuhe, vor allem in Nordamerika ganz allgemein „Sneakers“ genannt, zu Alltagsschuhen der Jugend. Ab Ende der 1950er oder Anfang der 1960er wurden auch kleinere Größen für Kinder produziert. Converse führte ab 1962 (offizielle Firmengeschichte, nach anderen Angaben 1957) die niedrig geschnittenen Chuck Taylor All Star Oxford ein, welche bald Erfolg hatten. Nachdem bis 1966 nur schwarze und weiße Chucks produziert wurden, erweiterte man das Sortiment um sieben zusätzliche Farben (Regenbogen). Davor wurden manchmal für Farbwünsche der Basketball-Teams Schuhe mit farbigen Schuhbändern ausgestattet oder auch nachträglich gefärbt. Später kamen andere Farben dazu, manche nur über einen gewissen Zeitraum. Bis Ende der 1960er hielt Converse 90 % des Basketballschuh-Marktes. 1974 trugen in den großen Colleges und Junior Colleges acht von zehn Spielern Converse-All-Star-Schuhe. Ausgehend von den Profispielern ging die Schuhentwicklung indes weiter, besonders vom orthopädischen Standpunkt für Sportler und durch Lederschuhe. Im Jahre 1988 erwirtschaftete Converse jeweils ein Drittel seines Umsatzes mit Chucks, Basketball-Schuhen und der Performance-Kategorie.
Bis zum 75-jährigen Jubiläum 1992 wurden weltweit etwa 500 Millionen Paar Chucks verkauft, davon etwa die Hälfte auf den Märkten außerhalb der USA. Im Jahre 2000 waren es 570 Millionen Paare.
Das Unternehmen Converse meldete 2001 Konkurs an. Daraufhin schlossen alle Fabriken in den Vereinigten Staaten. Es kam zu Hamsterkäufen und die Chucks waren schwer zu bekommen. In den Jahren zuvor waren Produktionsstätten in Asien (China, Indonesien und Vietnam) entstanden, in denen die Schuhe weiter produziert wurden. Nike übernahm Converse 2003 für 305 Millionen Dollar.

## Image/Mode
Das modische Image der Schuhe stammte ehemals aus der Richtung Rebellion und Individualität. Sie haben einen gewissen Kult-Status, wurden über Jahrzehnte von mehreren Generationen immer wieder „neu entdeckt“ und sind auch immer wieder bei Stars der Musikszene zu sehen.

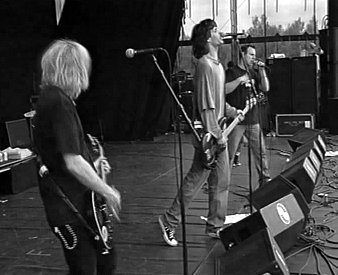
Bad Religion, 1995

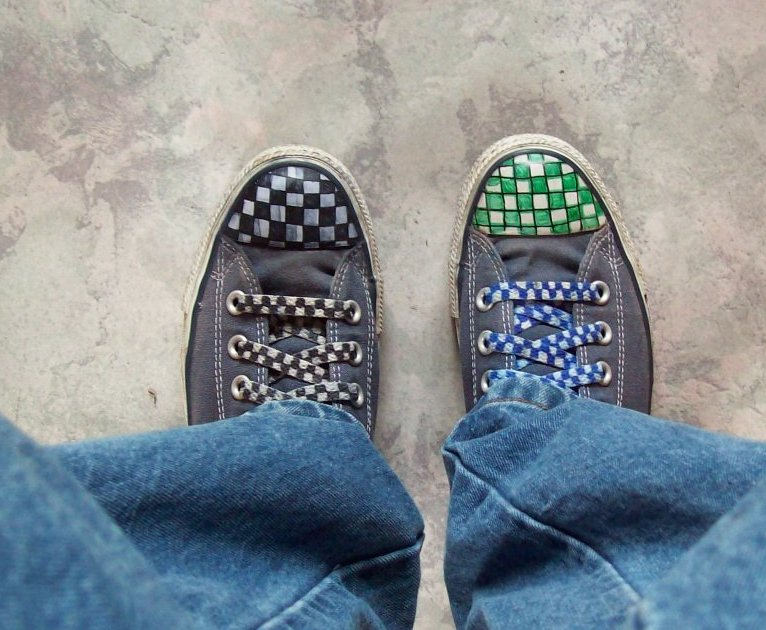
Bemalte Chucks

Als Sneakers in den 1950ern immer mehr zu einem Alltagschuh der Jugend wurden, auch aus Gründen der Rebellion, vollzog sich der Wandel auch mit den Chucks. Unter anderem gibt es Fotos von James Dean und Elvis Presley in diesen Schuhen. Vor allem James Dean trug zur Popularisierung der Sneakers bei. Als die Chuck Taylor All Star Oxford herauskamen, wurden sie unter anderem von den Beach Boys gerne getragen. Das Segeltuch und der Gummi lassen sich gut mit Kugelschreiber, Filz- oder Lackstift bearbeiten. Viele Jugendliche verzierten ihre Chucks mit Sprüchen, Bandnamen oder Zeichnungen. Während der Flower-Power-Bewegung verzierte man die Schuhe mit Peace-Zeichen oder steckte Blumen in die Schuhbandösen. In den 1970er Jahren erlebten die Chucks ihr erstes Revival. Mick Jagger heiratete 1971 in einem grünen Anzug und weißen Chucks. Neben den Dr. Martens verbreiteten sie sich auch in der Punk-Szene. Ein Magazin schrieb, dass Chucks die einzige tragbare Turnschuhmarke für einen Punk sei. Die Anhänger der Punk-Szene bemalten die Schuhe mit Anarchie-Symbolen und flickten die maroden Teile mit Klebeband und Sicherheitsnadeln, bis sie endgültig das Zeitliche segneten. Teilweise wurden auch zwei Schuhe mit unterschiedlichen Farben getragen. Manche Träger haben ihre Chucks, vor allem weiße, mit selbstgemalten Mustern verziert. Die Firma griff dies auf und bietet neben den Standardfarben verschiedene Muster an. Nachdem die Mainstream-Modewelle bald wieder abflaute, wurden sie im Zuge der Grunge-Alternativ-Welle Anfang der 1990er Jahre erneut zum Trend. Durch den Retrotrend des Jahres 2004 erhielt er neuerdings eine wiedererstarkte Bedeutung in der Mode. Sie sind auch gruppenspezifisch bei Emos recht beliebt. Auch in der Hip-Hop-Szene erfreuen sich Converse Chucks an Popularität. So waren Chucks Anfang der 90er, neben Bandanas und Khaki-Hosen, das Markenzeichen der Westcoast-Rapper. Heutzutage trägt US-Rapper Game auf allen seiner drei Albencover ein Paar. Seit 2005 kann man sich auf der amerikanischen Webseite von Converse mit vorgegebenen Farben selbst Schuhe zusammenstellen, auch mit unterschiedlichen Farben auf einem Schuh für die beiden Seitenteile und die Zunge. Inzwischen werden sie auch zu Businesskleidung getragen, etwa von Ursula Plassnik eine schwarz/weiße Kreuzworträtselversion zu einem schwarzen Hosenanzug. Im Sommer 2007 trug Carine Roitfeld, Chefredakteurin der Vogue, bei Modeschauen in Mailand goldene Chuck Taylor All Star.

## Aussehen/Varianten
Das Aussehen der Chucks hat sich in den Jahren zwischen 1923 und heute kaum verändert, allerdings hat sich die Vielfalt deutlich vergrößert. Es gibt grundsätzlich drei Varianten:
- flache Chucks (LO, Ox), bei denen die Knöchel frei bleiben, seit 1957 (laut aktueller Firmengeschichte seit 1962)
- hohe Chucks (HI), die über die Knöchel reichen, wurden seit Anbeginn produziert
- extrahohe Chucks (X-Hi, XXHi, Knee-HI, NEEHI) werden etwa ab 1985 produziert und haben einen doppelt so hohen Schaft. Manche Modelle sind extra dazu konstruiert, den Schaft auf die Höhe von Hi-Chucks herunter zu stülpen.
- Chucks mit dünner Sohle (Slim), seit 2008
- „Double Tongue“ (seit 2008)
- Ankle Boot (seit 2006)

Die Schuhe bestehen meistens aus einem Leinenstoff („Canvas“) (auch in Leder und anderen Materialien erhältlich), einer Gummisohle, Schnürsenkeln und dem oben erwähnten runden Aufnäher sowie einer (weißen) Gummikuppe an den Zehen. Auf der Innenseite sind noch zwei mit Nieten versehene Luftlöcher angebracht. Sie sind daher sehr leicht, luftig und lassen sich in warmer und trockener Umgebung bequem tragen. Chucks gibt es in unterschiedlichen Farben und von Größe 17 (etwa sechs Monate alte Babys) bis 53.

## Imitate und Varianten der Converse-Chucks
Die starke Verbreitung der Chucks führte zu ähnlichen Produkten von anderen Firmen zu günstigeren Preisen. Das Aussehen dieser Schuhe ist oft nahezu identisch mit den Converse All Stars, bis hin zu einer Imitation des typischen runden Aufnähers (heute je nach Modell nur noch ein Aufdruck), allerdings befindet sich dieser im Gegensatz zum Original teilweise an der Außenseite.